# Mach-Zehnder-Interferometer

Skizze eines Mach-Zehnder-Interferometers:Licht der Intensität tritt in Port 1 in das Interferometer ein. Die Intensität in den beiden Output-Ports 3 und 4 hängt von der Phasendifferenz ab. Im Port 4 kommt ein Anteil der Inputintensität an und im Port 3 ein Anteil.

Das Mach-Zehnder-Interferometer ist eine Weiterentwicklung des Jamin-Interferometers. Es wurde 1891/1892 unabhängig voneinander vom Österreicher Ludwig Mach (Sohn von Ernst Mach) und seinem Schweizer Kollegen Ludwig Zehnder entwickelt.

## Funktionsweise
Einfallendes Licht wird durch einen 50:50-Strahlteiler in zwei verschiedene Lichtstrahlen derselben Intensität und fester relativer Phase aufgeteilt und an einem zweiten Strahlteiler wieder überlagert. Da das Licht vom Eingang aus jeden der beiden Ausgänge auf zwei verschiedenen Wegen erreichen kann, kommt es zur Interferenz zwischen den Lichtstrahlen, welche den „oberen“ bzw. den „unteren“ Weg genommen haben, wodurch die Intensität in beiden Ausgängen von der optischen Weglängendifferenz zwischen den beiden Wegen abhängt.
Ist die optische Weglänge für beide Wege gleich ({\displaystyle \Delta \Phi =0}) dann ist die Intensität im Ausgang 4 (nach oben) maximal (konstruktive Interferenz) und im Ausgang 3 (nach rechts) null (destruktive Interferenz). Dies ergibt sich aus den Reflexions- und Transmissionsprozessen an den beiden Strahlteilern. Auf dem Weg von 1 nach 4 kommt es entweder zu zwei Reflexionen,  die jeweils einen Phasensprung von 180º bewirken, (oberer Weg) oder zu zwei Transmissionen (keine Phasensprünge), sodass die Phasendifferenz insgesamt 360º beträgt und die beiden Wege im Ausgang 4 konstruktiv interferieren. Dagegen ergibt sich für die beiden Wege von 1 nach 3 eine Phasendifferenz von 180º zwischen oberen und unterem Weg (und damit destruktive Interferenz), da es zwar auf jedem der beiden Wege zu einer Reflexion kommt, aber nur auf dem oberen Weg eine Reflexion am optisch dichteren Medium stattfindet, während am zweiten Strahlteiler an der Grenze zum optisch dünneren Medium reflektiert wird, was keinen Phasensprung zur Folge hat.
Wird jetzt die optische Weglängendifferenz verändert, dann lässt sich die entstehende Phasendifferenz {\displaystyle \Delta \Phi } aus den Intensitäten {\displaystyle I_{3},I_{4}} in den beiden Ausgängen bestimmen. Dabei gilt der Zusammenhang:
{\displaystyle {\frac {I_{4}-I_{3}}{I_{4}+I_{3}}}=\cos(\Delta \Phi ).}
Die Ursache der geänderten Weglängendifferenz kann eine Bewegung der Spiegel relativ zum Strahlteiler oder ein sich ändernder Brechungsindex {\displaystyle n>1} in einem der Wege sein.

## Quantenmechanische Beschreibung
Im Formalismus der zweiten Quantisierung wird das Input-Feld durch einen bosonischen Operator {\displaystyle a_{\text{in}}} beschrieben. Um die Erhaltung der Vertauschungsrelationen der bosonischen Kletteroperatoren (und die Unitarität der Zeitentwicklung) zu gewährleisten, muss nun auch das Feld {\displaystyle a_{\mathrm {in} ,2}} im zweiten Eingang des Interferometers (von unten) betrachtet werden, selbst wenn dort kein Licht ins Interferometer eintritt (d. h., dort der Vakuumzustand des Feldes anliegt). Der Durchgang durch das Interferometer kann vereinfacht als eine Folge von drei Schritten (Streuprozessen) betrachtet werden: Im ersten Schritt wird das Input-Feld am ersten Strahlteiler gestreut und dadurch die Felder an den beiden Ausgängen das Strahlteilers, die als {\displaystyle a_{o},a_{u}} bezeichnet werden, da sie zum oberen und unteren Weg durch das Interferometer gehören, in Überlagerungen der Input-Felder transformiert. Und zwar gilt:
{\displaystyle a_{o}={\frac {1}{\sqrt {2}}}(a_{\mathrm {in} ,2}-a_{\mathrm {in} ,1}),}
{\displaystyle a_{u}={\frac {1}{\sqrt {2}}}(a_{\mathrm {in} ,2}+a_{\mathrm {in} ,1}),}
wobei das Minuszeichen der Phasendifferenz zwischen Reflexion und Transmission Rechnung trägt.
Im zweiten Schritt propagieren die Felder {\displaystyle a_{u}} und {\displaystyle a_{o}} frei, wobei sie Phasen {\displaystyle \Phi _{u},\Phi _{o}} aufsammeln, die von der jeweiligen optischen Weglänge der beiden Wege bestimmt werden.
{\displaystyle a_{u}\mapsto e^{i\Phi _{u}}a_{u},a_{o}\mapsto e^{i\Phi _{o}}a_{o}.}
Im Folgenden ist nur die Phasendifferenz {\displaystyle \Delta \Phi =\Phi _{o}-\Phi _{u}} wichtig, und wir setzen {\displaystyle \Phi _{u}=0}.
Im dritten Schritt transformiert der zweite Strahlteiler die Felder {\displaystyle a_{u},a_{o}} in die zwei Output-Felder {\displaystyle a_{\mathrm {out} ,3},a_{\mathrm {out} ,4}} gemäß:
{\displaystyle a_{\mathrm {out} ,3}={\frac {1}{\sqrt {2}}}(a_{u}+a_{o})} und
{\displaystyle a_{\mathrm {out} ,4}={\frac {1}{\sqrt {2}}}(a_{u}-a_{o}).}
Wenn man jetzt die drei Transformationen hintereinander anwendet findet man:
{\displaystyle a_{\mathrm {out} ,3}={\frac {1}{2}}\left((a_{\mathrm {in} ,2}+a_{\mathrm {in} ,1})+e^{i\Delta \Phi }(a_{\mathrm {in} ,2}-a_{\mathrm {in} ,1})\right)=e^{i\Delta \Phi /2}\left[i\sin(\Delta \Phi /2)a_{\mathrm {in} ,1}+\cos(\Delta \Phi /2)a_{\mathrm {in} ,2}\right],}
{\displaystyle a_{\mathrm {out} ,4}={\frac {1}{2}}\left((a_{\mathrm {in} ,2}+a_{\mathrm {in} ,1})-e^{i\Delta \Phi }(a_{\mathrm {in} ,2}-a_{\mathrm {in} ,1})\right)=e^{i\Delta \Phi /2}\left[\cos(\Delta \Phi /2)a_{\mathrm {in} ,1}+i\sin(\Delta \Phi /2)a_{\mathrm {in} ,2}\right],}
und die gemittelte Intensität ergibt sich folglich als
{\displaystyle I_{3}\propto \langle a_{\mathrm {out} ,3}^{\dagger }a_{\mathrm {out} ,3}\rangle \propto \sin ^{2}(\Delta \Phi /2)\langle a_{\mathrm {in} ,1}^{\dagger }a_{\mathrm {in} ,1}\rangle ,}
{\displaystyle I_{4}\propto \langle a_{\mathrm {out} ,4}^{\dagger }a_{\mathrm {out} ,4}\rangle \propto \cos ^{2}(\Delta \Phi /2)\langle a_{\mathrm {in} ,1}^{\dagger }a_{\mathrm {in} ,1}\rangle ,}
da {\displaystyle \langle a_{\mathrm {in} ,1}^{\dagger }a_{\mathrm {in} ,2}\rangle =0}.

## Anwendungen
Ein Mach-Zehnder-Interferometer kann sowohl zur Modulation von Licht durch gezielte Phasenmodulation in einem Arm des Interferometers als auch zur Messung von Phasenverschiebungen eingesetzt werden.
In der photonischen Nachrichtentechnik werden integrierte Mach-Zehnder-Interferometer zum wellenlängenabhängigen Demultiplexing eingesetzt.
In der Quantenoptik und Quanteninformatik findet das Mach-Zehnder-Interferometer in vielen Experimenten (und Gedankenexperimenten) Anwendung, so zum Beispiel in Delayed-Choice- und Quantenradierer-Experimenten, bei der Implementierung von Bell-Messungen und Quantengattern oder im Elitzur-Vaidman Bombentest.